# 水以外の洪水の一覧
水以外の洪水の一覧（みずいがいのこうずいのいちらん）では、水以外の液体が氾濫し人や建物に被害を与えた事例について概観する。なお、泥流、石油流出、ラハールはここでは扱わない。
ほとんどの場合貯蔵施設からの突然の放出または工業用の調整池の決壊が原因である。貯蔵施設からの放出の場合は影響は局所的にとどまる場合が多いが、それでも都市部では被害は甚大になることもある。一例として1919年のボストン糖蜜災害では21人が死亡している。洪水調節池は有害廃棄物の保管に使われることも多いが、流出すれば環境負荷も大きい。2008年のキングストン石炭火力発電所のフライアッシュの泥漿流出は浄化に数年を要し、少なくとも40人の作業員が死亡した。
| 出来事                                                                                                  | 日時           | 流出したもの                   | 場所                         |
| --- | -------------- | ------------------------------ | ---------------------------- |
| ロンドンビール洪水                                                                                      | 1814年10月17日 | ビール                         | ・ロンドン                   |
| ダブリン・ウイスキー火災                                                                                | 1875年6月18日  | ウイスキー                     | ・ダブリン                   |
| ボストン糖蜜災害                                                                                        | 1919年1月15日  | 糖蜜                           | ・マサチューセッツ州ボストン |
| ロックウッド&カンパニー出荷部門火災（Rockwood & Company shipping department fire）                      | 1919年5月12日  | 溶けたチョコレートおよびバター | ・ニューヨーク州ニューヨーク |
| チャーチ・ロック鉱滓ダム汚染水流出事故                                                                  | 1979年7月16日  | ウラン鉱滓                     | ・ニューメキシコ州プエルコ川 |
| ウィスコンシン・バター火災（Wisconsin Butter Fire）                                                     | 1991年5月3日   | バター、チーズ、加工肉         | ・ウィスコンシン州マディソン |
| キングストン石炭火力発電所のフライアッシュの泥漿流出（Kingston Fossil Plant coal fly ash slurry spill） | 2008年12月22日 | 石炭灰の泥漿                   | ・テネシー州ローン郡         |
| ハンガリーアルミニウム赤泥流出事故                                                                      | 2010年10月4日  | 赤泥                           | ・ヴェスプレーム県アイカ     |
| マリアナ・ダム災害（Mariana dam disaster）                                                              | 2015年11月5日  | 鉱滓                           | ・ミナスジェライス州マリアナ |
| ペプシ果物ジュース洪水                                                                                  | 2017年4月25日  | 果物ジュース、野菜ジュース     | ・リペツク州Lebedyan         |
| レビラ蒸留所のワイン洪水（Levira Distiller wine flood）                                                 | 2023年9月10日  | 赤ワイン                       | ・アヴェイロ県アナディア     |